# 扬·武卡谢维奇
扬·武卡谢维奇（波蘭語發音：[ˈjan wukaˈɕɛvit͡ʂ] ⓘ，1878年12月21日—1956年2月13日；又译卢卡西维茨）是一名波蘭邏輯學家和哲學家，以波蘭表示法和武卡谢维奇逻辑而知名。他的研究集中於哲學邏輯、數理邏輯和邏輯史。他對傳統命題邏輯、無矛盾律和排中律進行創新性思考，提出了最早的多值邏輯體系之一。當代對亞里士多德邏輯的研究也以武卡谢维奇的創新著作為基礎，這些著作將現代邏輯的方法應用於亞里士多德對偶邏輯的形式化。
1970年代初，约翰·科科伦和蒂莫西·斯迈利發表了一系列論文，為武卡谢维奇方法注入了新的活力，羅賓·史密斯（Robin Smith）和吉塞拉·斯特赖克分別於1989年和2009年對《分析論前書》進行現代翻譯。武卡谢维奇被認為是最重要的邏輯史學家之一。